# Cecil DeSa
Cecil DeSa (* 22. November 1922 in Kharagpur, Britisch-Indien; † 27. Oktober 2006) war ein indischer Geistlicher und römisch-katholischer Erzbischof von Agra.

## Leben
Cecil DeSa empfing am 29. September 1948 das Sakrament der Priesterweihe.
Am 5. Juni 1971 ernannte ihn Papst Paul VI. zum Bischof von Lucknow. Der Erzbischof von Bhopal, Eugene Louis D’Souza MSFS, spendete ihm am 16. Oktober desselben Jahres in der St. Joseph’s Cathedral in Lucknow die Bischofsweihe; Mitkonsekratoren waren der Bischof von Allahabad, Alfred Fernández, und der Bischof von Jhansi, Baptist Mudartha. Cecil DeSa wählte den Wahlspruch Manete in Christo („Bleibt in Christus“).
Papst Johannes Paul II. bestellte ihn am 11. November 1983 zum Erzbischof von Agra. Am 16. April 1998 nahm Johannes Paul II. das von Cecil DeSa aus Altersgründen vorgebrachte Rücktrittsgesuch an.